# Marlies Mosiek-Urbahn
Marlies Mosiek-Urbahn (ur. 9 sierpnia 1946 w Lipsku) – niemiecka polityk i prawniczka, sędzia, posłanka do Parlamentu Europejskiego IV kadencji, minister w rządzie regionalnym.

## Życiorys
Studiowała prawo na uczelniach we Fryburgu Bryzgowijskim, Lozannie, Genewie i Bonn. Zawodowo związana z sądami do spraw społecznych (Sozialgericht). Orzekała w Marburgu, Gießen i Darmstadt. W 1991 została zastępcą prezesa tej instytucji we Frankfurcie nad Menem, a w 1992 otrzymała nominację na sędziego Federalnego Sądu Społecznego w Kassel.
W 1994 uzyskała mandat eurodeputowanej IV kadencji z ramienia Unii Chrześcijańsko-Demokratycznej. Zasiadała we frakcji Europejskiej Partii Ludowej. Był wiceprzewodniczącą Komisji ds. Regulaminu, Weryfikacji Mandatów i Immunitetów, a później wiceprzewodniczącą Komisji ds. Kwestii Prawnych i Praw Obywatelskich. Mandat złożyła na kilka miesięcy przed końcem kadencji w kwietniu 1999. Objęła wówczas stanowisko ministra ds. społecznych w rządzie regionalnym Hesji kierowanym przez Rolanda Kocha, które zajmowała do sierpnia 2001. Później pełniła funkcję rzeczniczki jednej z organizacji pozarządowych, a także zajęła się działalnością akademicką.